# Daniel Baldwin
Pour les articles homonymes, voir Famille Baldwin et Baldwin.
Daniel Baldwin est un acteur, réalisateur et producteur américain né le 5 octobre 1960 à Massapequa (Long Island), .

## Biographie
Daniel Baldwin est le 3e d'une famille de 6 enfants : Elizabeth Keuchler, Alec Baldwin, William Baldwin, Jane Sasso et Stephen Baldwin.
Ses frères Stephen, William Baldwin et Alec Baldwin sont aussi acteurs. Il est également le cousin de l'acteur Joseph Baldwin.
En 2009 il participe à I'm a Celebrity... Get Me Out of Here! 2  avec son frère Stephen Baldwin ou encore l'ancienne mannequin Janice Dickinson.
En 2015, cinq ans après la participation de son frère Stephen, il participe à Celebrity Big Brother 16, avec une nouvelle fois Janice Dickinson dans l'aventure avec lui.
Il a cinq enfants : Kahlea Baldwin (née le 25 décembre 1984), issue de son premier mariage avec Cheryl Ann McGreevy, Alexandra Baldwin (née le 12 janvier 1994), issue de son second mariage avec Elizabeth Hitchler, Atticus Baldwin (né le 13 juillet 1996), issu de son union avec Isabella Hofmann, Avis Ann Baldwin (née le 17 janvier 2008) et Finley Rae Martineau Baldwin (née le 7 août 2009), toutes deux issues de son troisième mariage avec Joanne Clare Smith. Depuis 2012, il partage la vie de l'entrepreneuse américaine, Robin Sue Hertz Hempel.

## Filmographie

### Comme acteur

#### Au cinéma
- 1989 : Né un 4 juillet (Born on the Fourth of July) d'Oliver Stone : un vétéran à la Convention démocrate
- 1991 : Tribunal fantôme (Nothing But Trouble) de Dan Aykroyd : Dealer
- 1991 : Harley Davidson et l'Homme aux santiags (Harley Davidson and the Marlboro Man) de Simon Wincer : Alexander
- 1992 : Face à face (Knight Moves) de Carl Schenkel : détective Andy Wagner
- 1992 : Héros malgré lui (Hero) de Stephen Frears : Fireman Denton
- 1994 : Mort annoncée (Dead on Sight) de Ruben Preuss : Caleb Odell
- 1994 : Police... secours ! (Car 54, Where Are You?) de Bill Fishman (en) : Don Motti
- 1995 : Bodily Harm (en) de James Lemmo (en) : Sam McKeon
- 1996 : Les Hommes de l'ombre (Mulholland Falls) de Lee Tamahori : McCafferty
- 1996 : Trees Lounge de Steve Buscemi : Jerry
- 1997 : The Invader (en) de Mark Rosman : Jack
- 1998 : Desert Thunder (en) de Jim Wynorski : Lee Miller
- 1998 : Love Kills (en) de Mario Van Peebles : Danny Tucker
- 1998 : Fallout de Rodney McDonald : J.J. 'Jim' Hendricks
- 1998 : Vampires de John Carpenter : Anthony Montoya
- 1998 : Phoenix de Danny Cannon : James Nutter
- 1998 : The Treat de Jonathan Gems : Tony
- 1999 : Active Stealth (en) de Fred Olen Ray : capitaine Murphy
- 1999 : Water Damage de Murray Battle : Paul Preedy
- 1999 : Silicon Towers (it) de Serge Rodnunsky (en) : Tom Neufield
- 2000 : Double Frame de Stefan Scaini : Détective Frank Tompkins
- 2000 : Net Worth (en) de Kenny Griswold : Robert Freedman
- 2000 : Gamblin' de Wayne Orkline : Pike
- 2001 : Fall de Daniel Baldwin : Anthony Carlotti
- 2001 : La Poursuite (en) (In Pursuit) de Peter Pistor : Rick
- 2001 : Ancient Warriors de Walter von Huene : Jasper 'Jaz' Harding
- 2002 : Piège sur Internet (Stealing Candy) de Mark L. Lester : Walt Gearson
- 2002 : Dynamite de Walter Baltzer : Alpha
- 2002 : Témoin mis à nu (Bare Witness) de Kelley Cauthen : détective Killian
- 2002 : The Real Deal de Tom Burruss : Vince Vasser
- 2002 : Tunnel de Daniel Baldwin : Seale
- 2003 : Ancien Guerrier (Ancient warriors) de Walter von Huene : Jasper 'Jaz' Harding
- 2003 : King of the Ants de Stuart Gordon : Ray Mathews
- 2003 : Vegas Vamps de Fred Williamson
- 2003 : Silver Man de Peter Foldy (en) : Eddy
- 2004 : Irish Eyes de Daniel McCarthy : Sean Phelan
- 2004 : Paparazzi : Objectif chasse à l'homme de Paul Abascal : Wendell Stokes
- 2005 : Boardwalk Poets de John Bevilacqua : Russo
- 2005 : Shut Up and Shoot! de Silvio Pollio : Burns
- 2005 : Sidekick (en) de Blake Van de Graaf : Chuck
- 2006 : The Beach Party at the Threshold of Hell (en) de Jonny Gillette et Kevin Wheatley : Clark Remington
- 2006 : I'll Be There with You de Akihiro Kitamura : Constantine
- 2006 : Final Move de Joey Travolta : Jasper Haig
- 2006 : Moola de Don Most : Harry
- 2007 : The Blue Rose de Joe Knight : Eddie
- 2007 : Vegas Vampires de Fred Williamson : détective Burns
- 2008 : Little Red Devil de Tommy Brunswick : Luc Tyer
- 2008 : Born of Earth de Tommy Brunswick : Danny Kessler
- 2008 : The Devil's Dominoes de Scott Prestin : shérif Farley
- 2008 : A Darker Reality de Chris Kazmier : le fantôme
- 2009 : Retour à Legend City (Shadowheart) de Dean Alioto : T.S. McKinley
- 2009 : Nine Dead de Chris Shadley : Détective Seager
- 2010 : Ashley's Ashes de Christopher Hutson et Chris Kazmier : Bloom
- 2010 : The Truth de Ryan Barton-Grimley : le père de Gabriel
- 2010 : Death and Cremation de Justin Steele : Bill Weaver
- 2011 : Stripperland de Sean Skelding : Double D
- 2011 : Oba: The Last Samurai (Taiheiyou no kiseki: Fokkusu to yobareta otoko) de Hideyuki Hirayama : Colonel Pollard
- 2011 : Christmas with a Capital C (en) de Helmut Schleppi : Mitch Bright
- 2012 : Return to Vengeance de Chuck Walker : Bart
- 2012 : Cell Count de Todd E. Freeman : Blair Norris
- 2012 : The Unbroken de Jason Murphy : Bruce Middlebrooks
- 2013 : City Baby de David F. Morgan : Le père de Chloey
- 2013 : Operation Belvis Bash de Alex Lvovsky : Namco Douglas
- 2013 : Mosaic de Marco Cabriolu : Nick Caruso
- 2013 : Out West de Lee Brownstein : Gordo
- 2013 : A Little Christmas Business de Chuck Walker : Don Collier
- 2013 : H.O.A. Havoc de Raul V. Carrera et John Quest : Lucky Betts
- 2014 : Helen Alone de Henrik Bech Poulsen : Jack
- 2014 : The Wisdom to Know the Difference de Daniel Baldwin : Bob
- 2015 : Bound de Jared Cohn : Walter
- 2015 : Hope Lost de David Petrucci : Ettore
- 2015 : No Deposit de Frank D'Angelo : Bryan Canning
- 2015 : Lady Psycho Killer de Nathan Oliver : Le père de Daniel
- 2015 : Sicilian Vampire de Frank D'Angelo : Vito
- 2016 : Divorce Texas Style de Corbin Timbrook : Alan James
- 2016 : After Effect de David McElroy : Sénateur Davis
- 2016 : The Red Maple Leaf (en) de Frank D'Angelo : Richard Barton
- 2016 : Clean Sweep de Leon Rodriguez : Soltan Niemand
- 2017 : Two Faced de Johnny Kearns : Rich Barry
- 2017 : Deadly Sanctuary de Nancy Criss : Docteur Price
- 2017 : The Guest House de Maria Gargiulo : Mr. Silver
- 2017 : Voisins mais pas trop (The Neighborhood) de Frank D'Angelo : Johnny 1

#### À la télévision

##### Téléfilms
- 1988 : Mortelle Rencontre (Too Good to Be True) de Christian I. Nyby II : Leif
- 1989 : L.A. Takedown de Michael Mann : Bobby Schwartz
- 1992 : The Heroes of Desert Storm (en) de Don Ohlmeyer : Sgt. Ben Pennington
- 1992 : Yesterday Today de Rick Rosenthal
- 1992 : Ned Blessing: The True Story of My Life (en) de Peter Werner : Ned Blessing
- 1993 : L'Attaque de la femme de 50 pieds (Attack of the 50 Ft. Woman) de Christopher Guest : Harry Archer
- 1995 : Tel père... tel flic ! ou Une famille de flics (titre au Québec) (Family of Cops) de Ted Kotcheff : Ben Fein
- 1996 : Les Visiteurs du futur (Yesterday's Target) de Barry Samson : Paul Harper
- 1996 : Incitation au meurtre (Twisted Desire) de Craig R. Baxley : William Stanton
- 1998 : Opération Pandora (The Pandora Project) de Jim Wynorski et John Terlesky : Capitaine John Lacy
- 1998 : Prise de risque (On the Border) de Bob Misiorowski : Ed
- 2000 : Sur la piste du grizzly (Wild Grizzly) de Sean McNamara : Harlan Adams
- 2000 : Homicide: The Movie (en) de Jean de Segonzac : Beau Felton
- 2000 : Virus en plein vol (Killing Moon) de John Bradshaw : Frank Conroy
- 2002 : Aces
- 2003 : Maison à louer pour cœur à prendre (Open House) de Arvin Brown : King
- 2003 : Chantage mortel (Water's Edge) de Harvey Kahn: Le maire Block
- 2004 : Anonymous Rex de Julian Jarrold : Ernie Watson
- 2004 : Assaut final (Family Under Siege) de Walter Baltzer : Jack 'Alpha'
- 2005 : Ordre et Châtiment, le péché de nos pères (Our Fathers) de Dan Curtis : Angelo DeFranco
- 2009 : Grey Gardens de Michael Sucsy : Julius Krug

##### Séries télévisées
- 1989 : CBS Summer Playhouse : Guppie (Curse of the Corn People épisode 7 saison 3)
- 1989 : Sacrée Famille (Family Ties) : Holworthy (Basic Training épisode 8 saison 7)
- 1989 : Charles s'en charge (Charles in Charge) : Daryl Furman (Charles Splits: Part 1 épisode 18 saison 4)
- 1990 : Sydney : Cheezy (13 épisodes)
- 1993-1995 : Homicide (Homicide: Life on the Street) : détective Beau Felton (33 épisodes des saisons 1 à 3)
- 1998 : La Loi du colt (en) (Dead Man's Gun) : Joe Wagner (Seven Deadly Sins épisode 11 saison 2)
- 1999 : Au-delà du réel : L'aventure continue (The Outer Limits) : Dan Kagan (Essence of Life épisode 18 saison 5)
- 2001 : Destins croisés (Twice In a Lifetime) : Roger Hamilton/Dr Lenny Shalton (Then Love Came Along épisode 44)
- 2002 : New York Police Blues : détective Frank Hughes, Robbery (Dead Meat in New Deli épisode 21 saison 9)
- 2002 : Les Anges du bonheur (Touched by an Angel) : Buzz Wescott (Jump ! épisode 6 saison 9)
- 2007 : Les Soprano : lui-même (2 épisodes)
- 2008 : The Closer : L.A. enquêtes prioritaires : Mike Yates (Cherry Bomb épisode 3, saison 4)
- 2009 - 2010 : Cold Case : Affaires classées : Moe Kitchener (7 épisodes)
- 2012 : Grimm : Jordan Vance (Plumed Serpent épisode 14, saison 1)
- 2013 - 2015 : Hawaii 5-0 : Paul Delano (2 épisodes)

### Comme réalisateur
- 2001 : Fall
- 2002 : Tunnel
- 2014 : The Wisdom to Know the Difference

### Comme producteur
- 2002 : Triggermen de John Bradshaw Producteur associé
- 2002 : Témoin mis à nu (Bare Witness) de Kelley Cauthen Producteur exécutif